# کریگ هیل (هنرپیشه)
کریگ هیل (انگلیسی: Craig Hill؛ ۵ مارس ۱۹۲۶ – ۲۱ آوریل ۲۰۱۴) بازیگر اهل ایالات متحده آمریکا بود. وی بین سال‌های ۱۹۵۰ تا ۲۰۰۳ میلادی فعالیت می‌کرد.
از فیلم‌ها یا برنامه‌های تلویزیونی که وی در آن نقش داشته است، می‌توان به سقوط عقاب‌ها، تا آخرین قطره خون، بکش کنار! الدورادو به ترینیتی می‌آید، فقط سیاهی، داستان کارآگاه، دوجینش ارزان‌تر است و تمی و مرد مجرد اشاره کرد.

## زندگی شخصی
بازیگر ری استریکلین می گوید که با هیل آشنا شد و آن دوۀ یک سال را در یک رابطه همجنس گرا با هم گذراندند. استیکلین می گوید که پس از اینکه متوجه شد هیل مرد دیگری را می بیند، از هیل جدا شد. 